# Ceridwen

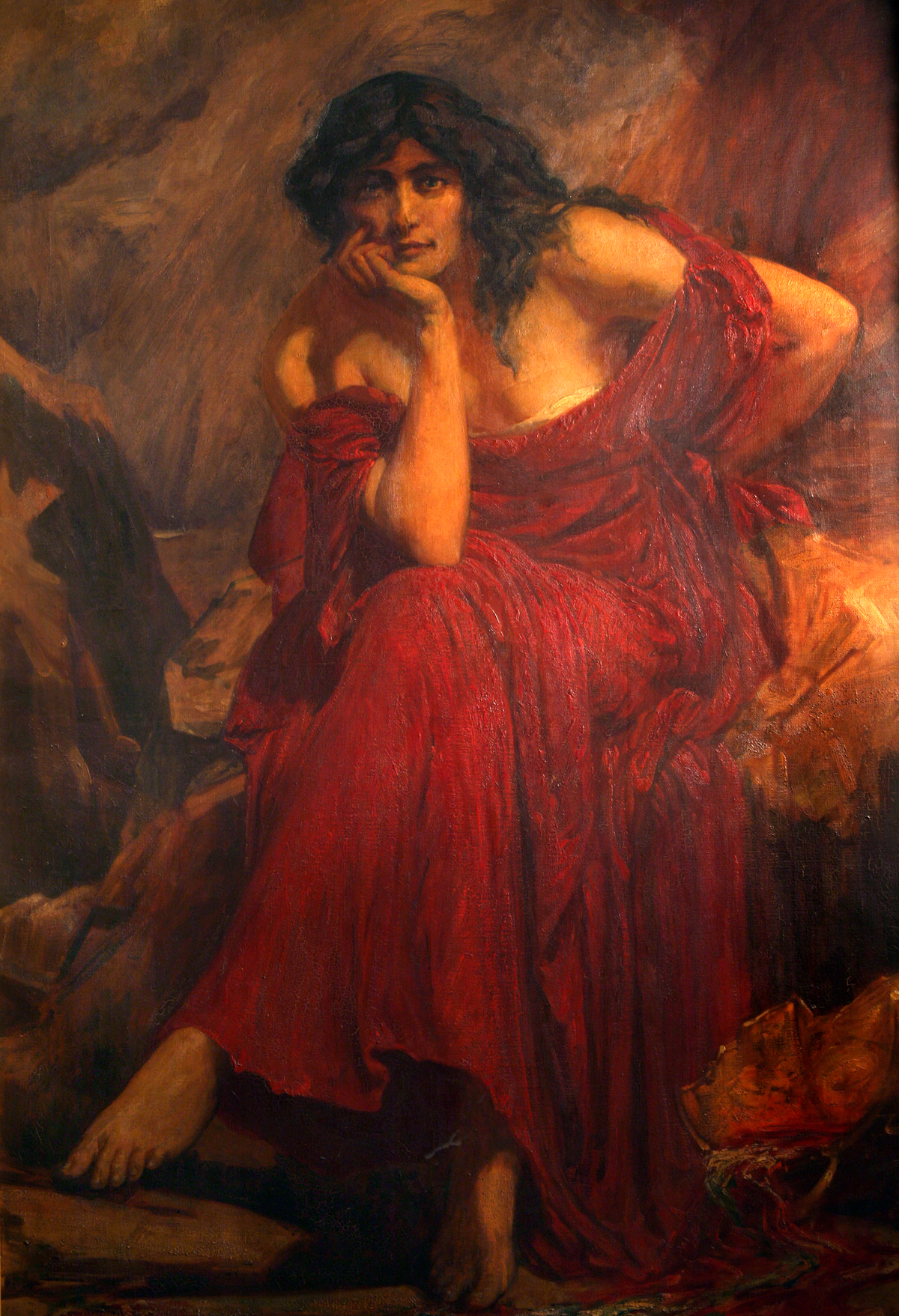
Cerridwen pelo pintor galês Christopher Williams (1910)

Na mitologia celta, Cerridwen era uma deusa feiticeira, mãe de Taliesin, Morfran e a bela filha de Crearwy (ou Creirwy). Seu marido era Tegid Foel e viviam perto de Bala Lake, no País de Gales.

## Etimologia
A ortografia documentada mais antiga do nome  Kerdwin  é  Cyrridven , que ocorre no  Black Book of Carmarthen .

## Lenda
De acordo com o Mabinogion, Morfran (também chamado Afagddu) era horrivelmente feio, e Cerridwen quis torná-lo sábio. Ela tinha um caldeirão mágico onde podia preparar uma poção que desse sabedoria. A mistura deveria ser cozinhada por um ano e um dia. Morda, um homem cego, mantinha o fogo aceso sob o caldeirão enquanto Gwion, um menino, mexia o conteúdo. As três primeiras gotas do líquido davam sabedoria; o resto, era um veneno letal. Três gotas quentes espirraram na mão de Gwion enquanto ele mexia, queimando-o. Por instinto, o garoto levou a mão à boca e instantaneamente ficou sábio.
Cerridwen perseguiu Gwion. Ele se transformou em um rato; ela virou um gato. Ele virou um peixe e se jogou no rio; ela se transformou numa lontra. Ele então se transformou em uma curruíra ; ela virou um falcão. Finalmente, Gwion se transformou em um simples grão de milho. Cerridwen então se transformou em uma galinha e o comeu. Quando ficou grávida, Cerridwen sabia que era Gwion e resolveu que iria matar a criança ao nascer. No entanto, quando o menino nasceu, era tão bonito que ela não conseguiu fazê-lo. Ao invés, ela jogou-o no mar dentro de um saco de pele de foca. A criança não morreu e foi resgatada numa praia britânica por um príncipe celta chamado Elffin. A criança renascida cresceu e se tornou o lendário bardo Taliesin.